# Циклада
Циклада (фр. CYCLADES) — французская исследовательская компьютерная сеть. Один из прообразов нынешнего Интернета. В сети Циклада впервые был реализован принцип распределенных хостов.
Циклада создана в начале 1970-х годов при финансовой поддержке французского правительства, института исследований в информатизации и автоматизации. Также в проекте участвовали производители компьютерного оборудования, исследовательские институты и университеты. Руководство проектом осуществлял французский учёный Луи Пузен.
В построении Циклады использовались наработки инженеров сети ARPANET, действовавшей в то время на территории США.
С появлением альтернативной компьютерной сети Transpac (фр.) в 1976 году финансирование проекта Циклада осложнилось и к 1981 году сеть перестала функционировать.

## Технология
Для передачи данных в Цикладе использовались пакет данных, называемый датаграмма. Технология использования датаграмм не предполагала чёткой адресации и защиты от потерь и искажений информации во время передачи.
Сеть имела децентрализованную структуру, в которой не было главного хранилища информации.
Хосты были основной единицей построения сети, они могли выполнять функцию приёмника и источника информации. Это один из основных принципов построения современного интернета, унаследованный от Циклады.